# Ait Boufoulen
Ait Boufoulen (franska: Ait Boufoulen (CR), Ait Boufoulen (Commune Rurale), arabiska: اداي) är en kommun i Marocko.   Den ligger i provinsen Guelmim och regionen Guelmim-Oued Noun, i den centrala delen av landet, 600 km sydväst om huvudstaden Rabat. Antalet invånare är 1 309.